# Wendy Schaeffer
Wendy Lynn Schaeffer (Adelaide, 16 settembre 1974) è una cavallerizza australiana.
Ha vinto una medaglia d'oro olimpica nell'equitazione alle Olimpiadi 1996 svoltesi ad Atlanta nella gara di concorso completo a squadre.